# Henri Enguehard
 (avril 2024).
Pour les articles homonymes, voir Enguehard.
Henri Enguehard, né à Paris le 19 mai 1899 et mort à Angers (Maine-et-Loire) le 9 septembre 1987, est un architecte français.

## Biographie
Il est issu d'une famille vivant à Paris depuis plusieurs générations et auparavant normande. Il est l'arrière-petit-fils du peintre Louis François Hérisson (1811-1859), artiste d'époque romantique qui a participé à de nombreuses reprises au Salon au musée du Louvre entre 1834 et 1851.
Il suit ses études à Paris (lycées Montaigne et Saint Louis), devance l'appel pour les derniers mois de la guerre en 1918 et effectue un long service militaire en Rhénanie et en France. Il entre ensuite à l'École nationale supérieure des beaux-arts de Paris dont il est diplômé en 1926. Durant ses études il est élève d'Henri Deglane et de Charles Nicod.
À l'issue de ses études, il rejoint rapidement le cabinet d'Ernest Bricard à Angers, dont il devient le collaborateur. En 1942, il prend seul la direction du cabinet et devient également architecte du département de Maine-et-Loire, poste qu'il conserve jusqu'en 1972. En 1944, il devient également architecte en chef des monuments historiques jusqu'en 1976. En 1946, il est nommé conservateur du château d'Angers, puis, en 1949 conservateur des antiquités et objets d'art ainsi que conservateur de la tapisserie de l'Apocalypse (1959-1975) Il devient, en 1963, conservateur de l'abbaye de Fontevraud, maison-mère de l’ Ordre de Fontevraud. En 1975, il fonde l'association des Amis des moulins d'Anjou. Il prend sa retraite en 1981.
Il meurt dans sa maison de Bouchemaine le 9 septembre 1987.

## Principales constructions architecturales
Ses principales constructions architecturales sont : 
- Collège des petits clercs de Béhuard (1930), actuelle maison du sanctuaire Notre-Dame
- Chambre de commerce d'Angers (1933)
- Archives départementales de Maine et Loire (1935)
- Magasin du Rat Goutteux à Nantes (début des années 1930)
- Ecole de pilotage d'Avrillé (1939, sous la responsabilité d'Ernest Bricard)
- Reconstruction de l'Évêché d'Angers (1949)
- Chapelle du couvent du Carmel (1951-1952)
- Cité administrative d'Angers (années 1950)
- Galerie de l'Apocalypse d'Angers (sous la direction de Bernard Vitry, 1954)
- Eglise de Belle Beille (1954)
- Les 179 premiers logements du quartier de Belle Beille (années 1950)
- Pensionnat de l'Immaculée Conception (1945-1950)
- Eglise Saint Pierre de la Croix Blanche (1959),
- Siège de la caisse primaire de sécurité sociale à Angers (1952)
- Chapelle d'Orveau (1964-67, Guy Lamaison collaborateur)

## Principales restaurations de monuments historiques
Ses principales restaurations de monuments historiques sont :
- Château d'Angers (restaurations de l'après-guerre, notamment la chapelle)

- Abbaye de Fontevraud (1963-1976)

- Abbaye du Ronceray à Angers

- Quartier de la Doutre à Angers

- Eglise des Ardillers à Saumur

- Abbaye Saint Nicolas d'Angers

- Aménagement de l’Hôpital Saint-Jean pour recevoir la tapisserie Le Chant du Monde de Lurçat (1967), etc.

## Ouvrages et brochures (sélection)
- La chapelle du château d'Angers, Angers, Siraudeau, 1954.
- L'abbaye saint Nicolas, Angers 1956
- Contribution au catalogue, Trésors des églises d'Anjou, 1961
- Le château d'Angers (plusieurs éditions)
- Châteaux de Maine-et-Loire, Paris, Nouvelles éditions latines, 1965
- Le château du Plessis Macé, Angers, Siraudeau, 1975
- Roi René, avec Jean Adrien Mercier, Ed. Philippe Petit, 1975
- Angers Saint Aubin, abbaye et préfecture, Angers, Siraudeau, 1979
- Pour restaurer les maisons anciennes, plusieurs éditeurs (Berger-Levrault, Serg, Racines).
- Les travaux de l'abbaye de Fontevraud au XIXe et XXe siècles, Congrès Archéologique de France, 1964, pages 478 à 481
- 100 ans de restauration à l'abbaye de Fontevraud, Centre culturel de l'Ouest, juillet 1977, introduction de Bernard Tricot
- L'Église abbatiale du Ronceray d'Angers : les voûtes de la nef, Revue des Monuments Historiques, juillet-septembre 1969, no 3, pages 41 à 60
- À Angers, le Chant du Monde de Jean Lurçat reçoit sa consécration lumineuse, Revue Française d'Électricité, 4e trimestre 1969, pages 60 à 64

Il convient de citer également le catalogue réalisé sur la vie et l'œuvre d'Henri Enguehard pour une exposition qui a lieu en 1992 : Henri Enguehard, architecte (1899-1987), Hôtel du Département, Angers, 1992, préface de Jean Sauvage, président du Conseil général de Maine-et-Loire.

## Titres
Architecte départemental de Maine-et-Loire (1942-1971), Architecte des monuments historiques de Maine-et-Loire (1946-1976), Conservateur des antiquités et objets d'art de ML (1949-1974), Conservateur du château d'Angers (1946-1976), Conservateur de l'abbaye de Fontevraud (1963-1976).

## Décorations
- Chevalier de la légion d'honneur (1956), Officier de l'ordre national du mérite (1970), Officier de l'ordre des arts et lettres (1975), Commandeur de l'ordre de Saint Grégoire le Grand (1980).